# Войтович Володимир Іванович
Володимир Іванович Войтович (нар. 21 квітня 1954, село Козлиничі, тепер Ковельського району Волинської області) — український діяч, вчитель, голова Волинської обласної ради (2010—2014 рр.).

## Життєпис
У 1975 році закінчив Луцький державний педагогічний інститут імені Лесі Українки, отримав диплом учителя української мови та літератури.
У серпні 1975 — січні 1978 року — вчитель української мови і літератури Гораймівської середньої школи Маневицького району Волинської області. У лютому 1978 — серпні 1982 року — директор Чорнизької середньої школи Маневицького району. У вересні 1982 — січні 1983 року — директор Навізької середньої школи Рожищенського району Волинської області. Член КПРС.
У лютому 1983 — травні 2003 року — завідувач Рожищенського районного відділу народної освіти Волинської області.
У червні 2003 — березні 2005 року — голова Рожищенської районної державної адміністрації Волинської області. У квітні — червні 2005 року — безробітний. У липні — серпні 2005 року — завідувач сектору Волинської обласної організації Народної партії.
У вересні 2005 — лютому 2006 року — начальник відділу управління освіти і науки Волинської обласної державної адміністрації. У березні 2006 — січні 2007 року — заступник начальника управління освіти і науки Волинської обласної державної адміністрації.
У лютому 2007 — травні 2008 року — начальник управління з питань внутрішньої політики Волинської обласної державної адміністрації. У червні 2008 року — начальник головного управління з питань внутрішньої політики та зв'язків з громадськістю Волинської обласної державної адміністрації.
У липні 2008 — червні 2010 року — голова Рожищенської районної державної адміністрації Волинської області.
У липні — серпні 2010 року — завідувач Рожищенського районного методичного кабінету. З вересня 2010 року — голова Рожищенського районного комітету профспілки працівників освіти і науки Волинської області.
18 листопада 2010 — 20 лютого 2014 року — голова Волинської обласної ради.
Потім — на пенсії.

## Нагороди
- орден «За заслуги» ІІІ ступеня (.01.2013)[5]
- відмінник освіти України (1996)